# Paul Gugelmann

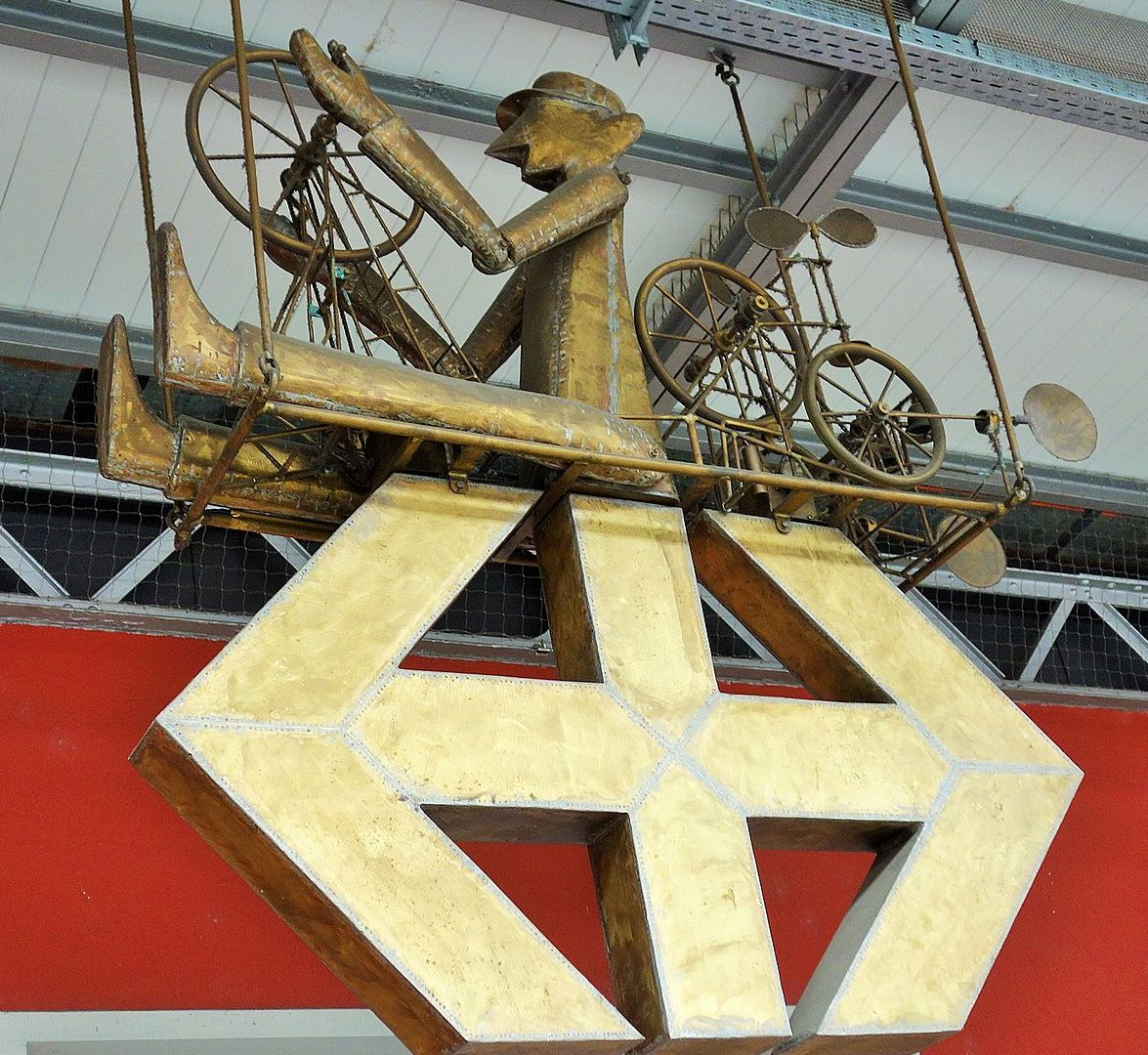
150-Jahrfeier Bahnhof Olten

Paul Gugelmann (* 19. Mai 1929 in Schönenwerd; † 14. März 2022 in Gretzenbach) war ein Schweizer Künstler, der vor allem durch seine «poetischen Maschinen» Bekanntheit erlangte. Ein Grossteil dieser Maschinen sind im Besitz einer Stiftung und im Paul-Gugelmann-Museum in Schönenwerd zu sehen. Daneben schuf Gugelmann meist als Auftragswerke einige mobile Skulpturen, die im öffentlichen Raum an verschiedenen Orten der Schweiz zu sehen sind.

## Leben und Werk
Paul Gugelmann wurde als fünftes von sieben Kindern geboren. Er wuchs in einer einfachen Arbeiterfamilie auf, die in einer Wohnung im Kreuzgang der Stiftskirche Schönenwerd lebte. Wie viele Schönenwerder fand er sein berufliches Zuhause in den Bally Schuhfabriken, wo er zuerst in der Werbeabteilung als Grafiker, später als Schuhdesigner arbeitete. 1951 zog er nach Paris, wo er ein Kreationsstudio für seine Firma aufbaute und leitete. Er heiratete Erika Huber; aus dieser Verbindung gingen eine Tochter und ein Sohn hervor. Seine Frau starb 2003. In seiner Freizeit widmete er sich dem Zeichnen und Modellieren.
Seine erste Maschine, Piano von 1963, baute er aus Bronzeteilen zusammen, die er auf einem Pariser Flohmarkt erstanden hatte, und trieb sie mit einer Spielzeug-Dampfmaschine an. Es folgten weitere mit Dampfmaschinen angetriebene Skulpturen, die heute mit Pressluft betrieben werden. Später arbeitete er mit Elektromotoren, Handkurbeln und Federwerken als Antrieb für seine Maschinen. Während die frühen Maschinen aus den 1960er-Jahren musikalische Themen haben und entsprechende Titel tragen, griff Gugelmann in seinen Arbeiten ab den 1970er-Jahren gesellschaftliche, ethische und politische Themen auf.
1969 kehrte Gugelmann in die Schweiz zurück. Bei Ausstellungen im In- und Ausland wurde er als Künstler bekannt, arbeitete aber bis zu seiner Pensionierung 1992 weiter für die Bally Schuhfabriken. Seine Maschinen sind unverkäuflich und befinden sich seit 1994 zum Teil im Besitz der Stiftung, die das Paul-Gugelmann-Museum in Schönenwerd betreibt, zum Teil befanden sie sich in seinem Privatbesitz. Er lebte zuletzt in Gretzenbach, wo er am 14. März 2022 im Alter von 92 Jahren verstarb.

## Auszeichnungen
- 1996: Ehrung der Stiftung Pro Olten
- 2009: Prix Wartenfels
- 2015: Solothurner Kunstpreis